# Khâu Quốc Chính
Khâu Quốc Chính (tiếng Trung: 邱國正; bính âm: Qiū Guózhèng; sinh năm 1953) là chính trị gia người Đài Loan và sĩ quan cấp tướng Quân đội Đài Loan. Ông sinh tại Đài Bắc, người Quán Vân, Giang Tô. Ông giữ chức Bộ trưởng Bộ Quốc phòng từ ngày 23 tháng 2 năm 2021. Ông từng là Tổng Tham mưu trưởng Quân đội Đài Loan từ ngày 1 tháng 12 năm 2016 đến ngày 28 tháng 4 năm 2017, và cũng từng giữ chức Thứ trưởng Bộ Quốc phòng Đài Loan phụ trách quân bị. Đến tháng 2 năm 2021, ông được bổ nhiệm giữ chức vụ Bộ trưởng Bộ Quốc phòng.

## Sự nghiệp
Khâu Quốc Chính tốt nghiệp Trường Cao đẳng Chiến tranh Lục quân Hoa Kỳ năm 1999.
Khâu Quốc Chính là Hiệu trưởng Đại học Quốc phòng Trung Hoa Dân Quốc ở Đào Viên từ ngày 1 tháng 9 năm 2012 đến ngày 31 tháng 7 năm 2014. Ông giữ chức Thứ trưởng Bộ Quốc phòng Đài Loan phụ trách quân bị từ ngày 1 tháng 8 năm 2014 đến ngày 29 tháng 1 năm 2015.
Ông là Tư lệnh Lục quân Trung Hoa Dân Quốc từ ngày 30 tháng 1 năm 2015 đến ngày 30 tháng 11 năm 2016. Ngày 24 tháng 11 năm 2016, Khâu Quốc Chính được bổ nhiệm vào vị trí Tổng Tham mưu trưởng Quân đội Đài Loan, với sự về hưu của người tiền nhiệm Nghiêm Đức Phát và đảm nhiệm chức vụ này từ ngày 1 tháng 12 năm 2016. Ngày 28 tháng 4 năm 2017, Khâu Quốc Chính thôi giữ cương vị Tổng Tham mưu trưởng Quân đội Đài Loan và thay thế ông là Đô đốc Lý Hỉ Minh.
Ngày 26 tháng 2 năm 2018, Khâu Quốc Chính nhậm chức Chủ nhiệm Ủy ban Cựu chiến binh, kế nhiệm Lý Tường Trụ.